# Ngôn ngữ tại Bhutan
Có khoảng hai mươi ngôn ngữ tại Bhutan, tất cả đều là những ngôn ngữ Tạng-Miến, trừ tiếng Nepal, một ngôn ngữ Indo-Arya. Tiếng Dzongkha, ngôn ngữ quốc gia, là ngôn ngữ duy nhất có truyền thống văn học tại Bhutan, dù tiếng Lepcha và Nepal là ngôn ngữ văn học tại những quốc gia khác. Tiếng Nepal được dùng tại các cộng đồng Lhotshampa ở Nam Bhutan, các ngôn ngữ thiểu số có nguồn gốc phi Bhutan khác được sử dụng dọc theo biên giới.

## Dzongkha và những ngôn ngữ Tạng khác
Nhóm ngôn ngữ Trung Bod là một nhóm ngôn ngữ Tạng xuất phát từ tiếng Tạng Cổ (Chöke). Đa phần các ngôn ngữ Trung Bod tại Bhutan thuộc về phân nhóm Nam.
Tiếng Dzongkha là một ngôn ngữ Trung Bod với chừng 160.000 người nói (2006). Đây là thứ tiếng chiếm ưu thế tại Tây Bhutan, và đã là ngôn ngữ của chính phủ và giáo dục tại Bhutan từ năm 1971. Tiếng Chocangaca, một "ngôn ngữ chị em" của Dzongkha, được nói tại Thung lũng Kurichu ở Đông Bhutan bởi chừng 20.000 người.
Tiếng Lakha (8.000 người nói) và Brokkat (300 người nói) ở Trung Bhutan, cũng như tiếng Brokpa (5.000 người nói) ở cực Đông Bhutan, được Van Driem (1993) xếp vào nhóm Trung Bod.
Phương ngữ Laya, gần với tiếng Dzongkha chuẩn, được nói bởi khoảng 1.100 người Layap tại vùng biên giới tây bắc với Tây Tạng. Người Layap là những người du cư hoặc bán du cư, truyền thống chăn nuôi yak và dzo. Người nói Dzongkha và Laya có thể hiểu nhau ở mức độ nào đó, nhờ vào tương đồng ngữ pháp và từ vựng cơ bản.
1.000 người nói tiếng Tạng Khams tại Đông Bhutan, họ cũng là hậu duệ của những người chăn nuôi yak. Dù rõ ràng là ngôn ngữ Tạng, vị trí phân loại chính xác của tiếng Tạng Khamps không chắc chắn.

## Ngôn ngữ Đông Bod
Tám thứ tiếng tại Bhutan thuộc nhóm ngôn ngữ Đông Bod, đây không phải là nhóm ngôn ngữ Tạng có quan hệ gần gũi nhưng cũng xuất phát từ tiếng Tạng Cổ (hoặc một thứ tiếng rất gần tiếng Tạng Cổ).
Tiếng Bumthang (Bumthangkha), là ngôn ngữ tiếng ưu thế tại Trung Bhutan. Nó có chừng 30.000 người nói. Kheng (40.000 người nói) và tiếng Kurtöp (10.000 người nói) là các "ngôn ngữ chị em" của tiếng Bumthang. Tiếng Dzala (Dzalakha) có khoảng 15.000 người nói. Tiếng Nyen (Henkha hay Mangdebikha), và tiếng 'Ole (Mönkha) được nói ở Dãy núi Đen ở Trung Bhutan bởi lần lượt 10.000 và 1.000 người. Van Driem (1993) xem 'Ole là vết tích của ngôn ngữ của dân cư nguyên thủy tại dãy núi Đen trước khi có sự Nam tiến của các bộ tộc Đông Bod cổ. Ngoài ra, tiếng Dakpa (Dakpakha) và Chali (Chalikha), mỗi thứ có khoảng 1.000 người nói, hiện diện tại Đông Bhutan.

## Các ngôn ngữ Tạng-Miến khác
Có những ngôn ngữ Tạng-Miên khác tại Bhutan. Những ngôn ngữ này có quan hệ xa hơn với nhóm ngôn ngữ Bod.
Tiếng Tshangla có khoảng 138.000 người nói. Đây là tiếng mẹ đẻ của người Sharchops. Nó là ngôn ngữ nổi trội ở Đông Bhutan và là lingua franca của vùng này.
Tiếng Gongduk là một ngôn ngữ bị đe dọa với 1.000 người nói ở những ngôi làng tách biệt dọc sông Kuri Chhu. Nó có vẻ là đại diện duy nhất của một nhánh riêng biệt thuộc ngữ tộc Tạng-Miến, và vẫn duy trì hệ thống hợp động từ phức tạp của ngôn ngữ Tạng-Miến nguyên thủy.
2.000 người Lepcha tại Bhutan nói tiếng Lepcha, thứ tiếng này sở hữu một hệ thống chữ viết riêng (bảng chữ cái Lepcha). Tiếng Lhokpu có khoảng 2.500 người nói. Đây là một ngôn ngữ chưa được phân loại rõ. Van Driem (1993) xem có là vết tích của nhóm "dân cư du mục Tây Bhutan". Nó được người Lhop sử dụng.

## Indo-Arya
Tiếng Nepal là ngôn ngữ Indo-Arya duy nhất của người dân sống bản địa ở Bhutan. Tại Bhutan, nó hiện diện chủ yếu ở miền Nam, sử dụng bởi 265.000 người Lhotshampa (2006). Dù người Lhotshampa đa phần nói tiếng Nepal, nhóm người Lhotshampa cũng gồm nhiều dân tộc khác như Tamang, Gurung, và nhóm Kirant (gồm người Rai và Limbu). Trong những nhóm thiểu số này có người nói Chamling, Limbu, và Nepal Bhasa.